# 1100 км (зупинний пункт)
1100 кіломе́тр — пасажирська зупинна залізнична платформа Донецької дирекції Донецької залізниці. Розташована біля садово-дачних ділянок та неподалік від с-ща Новий Світ, Совєтський район Макіївки, Донецької області на лінії Кринична — Вуглегірськ між станціями Кринична (7 км) та Монахове (2 км).
Через військову агресію Росії на сході Україні транспортне сполучення припинене, водночас керівництво так званих ДНР та ЛНР заявляло про запуск електропоїзда сполученням Луганськ—Ясинувата, що підтверджує сайт Яндекс.